# 1847년 영국 총선
1847년 영국 총선은 1847년 영국에서 치러진 총선으로, 존 러셀 수상의 휘그당이 더 많은 득표를 했으나, 보수당이 더 많은 의석을 차지하였다. 아일랜드당의 성장으로 과반정당은 없었다

## 선거 결과
정당별 의석수
| 정당       | 의석수 |
| ---------- | ------ |
| 보수당     | 325    |
| 휘그당     | 292    |
| 아일랜드당 | 36     |
| 차티스트당 | 1      |
| 기타       | 1      |
| 합계       | 656    |

정당 득표율
| 정당       | 득표수  | 득표율 |
| ---------- | ------- | ------ |
| 휘그당     | 259,311 | 53.8%  |
| 보수당     | 205,481 | 42.7%  |
| 아일랜드당 | 14,128  | 2.9%   |
| 차티스트   | 2,848   | 0.6%   |